# Themis (Mond)

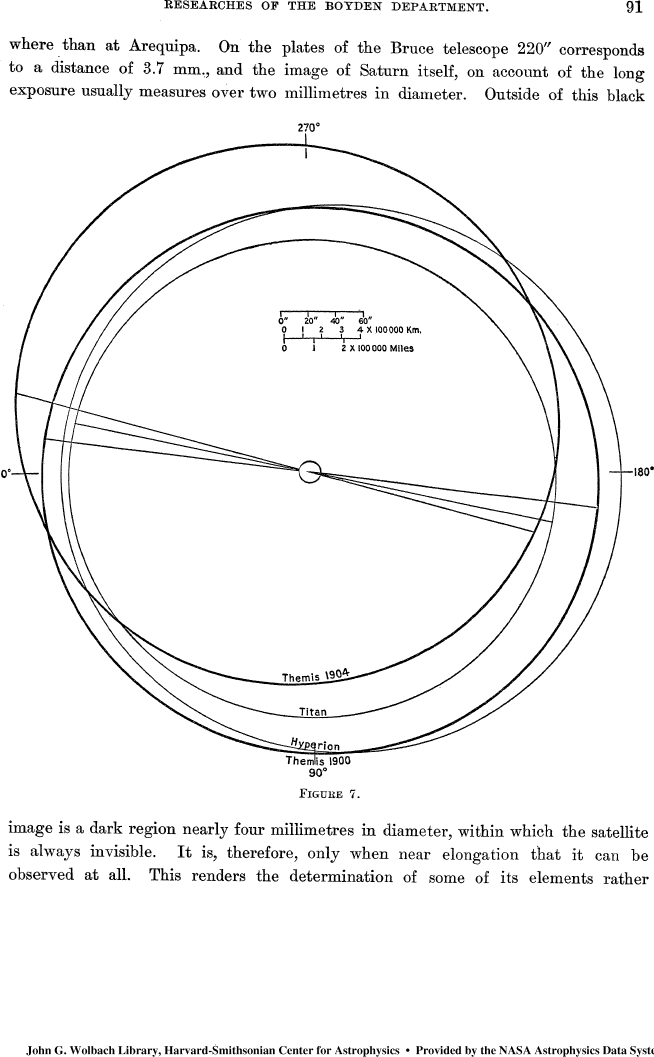
Zwei mögliche Umlaufbahnen von Themis nach den Berechnungen von W. H. Pickering

Themis war der Name eines hypothetischen Mondes des Planeten Saturn. Er wurde nie wieder gesichtet und gilt mittlerweile als nicht existent.
Am 28. April 1905 gab William H. Pickering, der sieben Jahre zuvor den Saturnmond Phoebe entdeckt hatte, die Entdeckung eines zehnten Saturnmonds bekannt, dem er umgehend den Namen Themis nach der Titanin Themis gab.
Im Zeitraum vom 17. April bis 8. Juli 1904 nahm Pickering insgesamt 18 fotografische Platten auf, die den Mond zeigen sollten. Pickering interpretierte die Bilder fehlerhaft und glaubte, darauf den neuen Mond zu erkennen.
Anhand seiner Aufnahmen versuchte Pickering, eine Umlaufbahn für Themis zu errechnen. Diese zeigte eine ziemlich große Inklination von 39,1° zur Ekliptik, ebenso eine ziemlich große Exzentrizität von 0,23 sowie eine große Halbachse von 1.457.000 km. Die Umlaufdauer sollte 20,85 Tage bei einer prograden Umlaufbahn zwischen Titan und Hyperion betragen.
Pickering schätzte den Durchmesser auf 61 km. Da er den Durchmesser von Phoebe mit 68 km angab, kann man von einem zu hohen Wert für die Albedo ausgehen. Mit modernen Albedo-Messungen von Phoebe hätte Themis einen Durchmesser von 200 km gehabt.
Pickering wurde 1906 der Lalande-Preis der französischen Akademie der Wissenschaften für die „Entdeckung des neunten und zehnten Mondes des Saturns“ verliehen.
Themis wurde nach Pickerings Sichtung nie wieder beobachtet, jedoch fand er teilweise bis in die 1960er Jahre in astronomischen Publikationen Erwähnung.
Der eigentliche, in der Chronologie der Entdeckungen, zehnte Mond des Saturns ist Janus, der 1966 entdeckt und 1980 bestätigt wurde. Er befindet sich auf einer deutlich anderen Umlaufbahn als jener, die für Themis berechnet wurde.
Es existiert außerdem ein Asteroid mit dem Namen (24) Themis.